# Lazarevac (općina)
Općina Lazarevac (srpski: Општина Лазаревац) je općina u sastavu grada Beograda u Srbiji.

## Stanovništvo
Prema popisu stanovništva iz 2002. godine općina je imala 58.511   stanovnika, većinsko stanovništvo su Srbi .

## Administrativna podjela
Općina Lazarevac ima površinu od 384 kvadratnih kilometara te je podjeljena na 34 naselja.
- Junkovac
- Arapovac
- Barzilovica
- Baroševac
- Bistrica
- Brajkovac
- Burovo
- Veliki Crljeni
- Vrbovno
- Vreoci
- Dren
- Dudovica
- Županjac
- Zeoke
- Kruševica
- Lazarevac
- Leskovac
- Lukavica
- Mali Crljeni
- Medoševac
- Mirosaljci
- Petka
- Prkosava
- Rudovci
- Sakulja
- Sokolovo
- Stepojevac
- Strmovo
- Stubica
- Trbušnica
- Cvetovac
- Čibutkovica
- Šopić
- Šušnjar

## Vanjske poveznice
- Informacije o općini